# Lubniewice
Lubniewice, tyska: Königswalde, är en stad i västra Polen, belägen i distriktet Powiat sulęciński i Lubusz vojvodskap. Tätorten hade  2039 invånare år 2014 och utgör centralort i en stads- och landskommun med totalt 3 157 invånare samma år.

## Sevärdheter

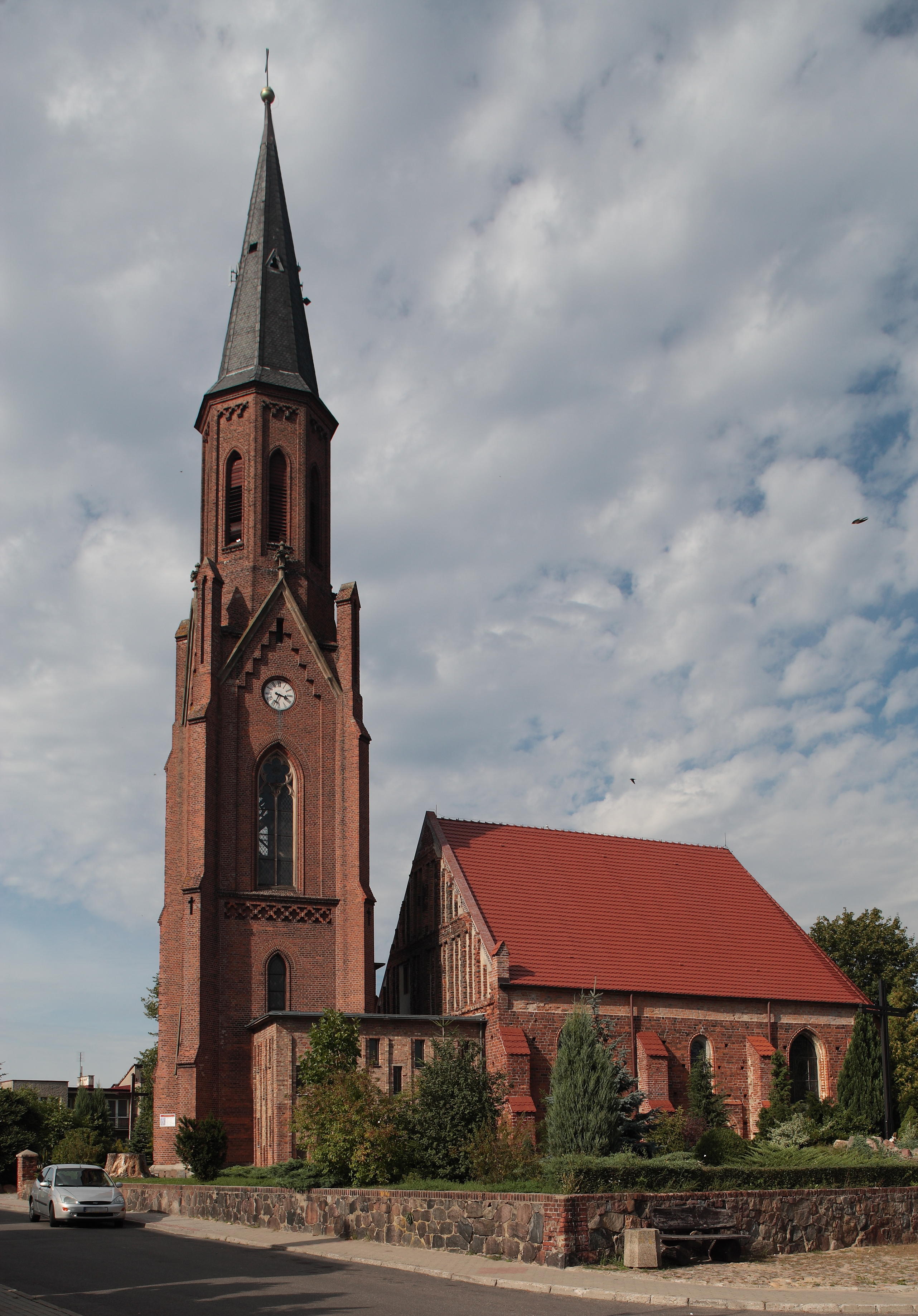
Vårfrukyrkan
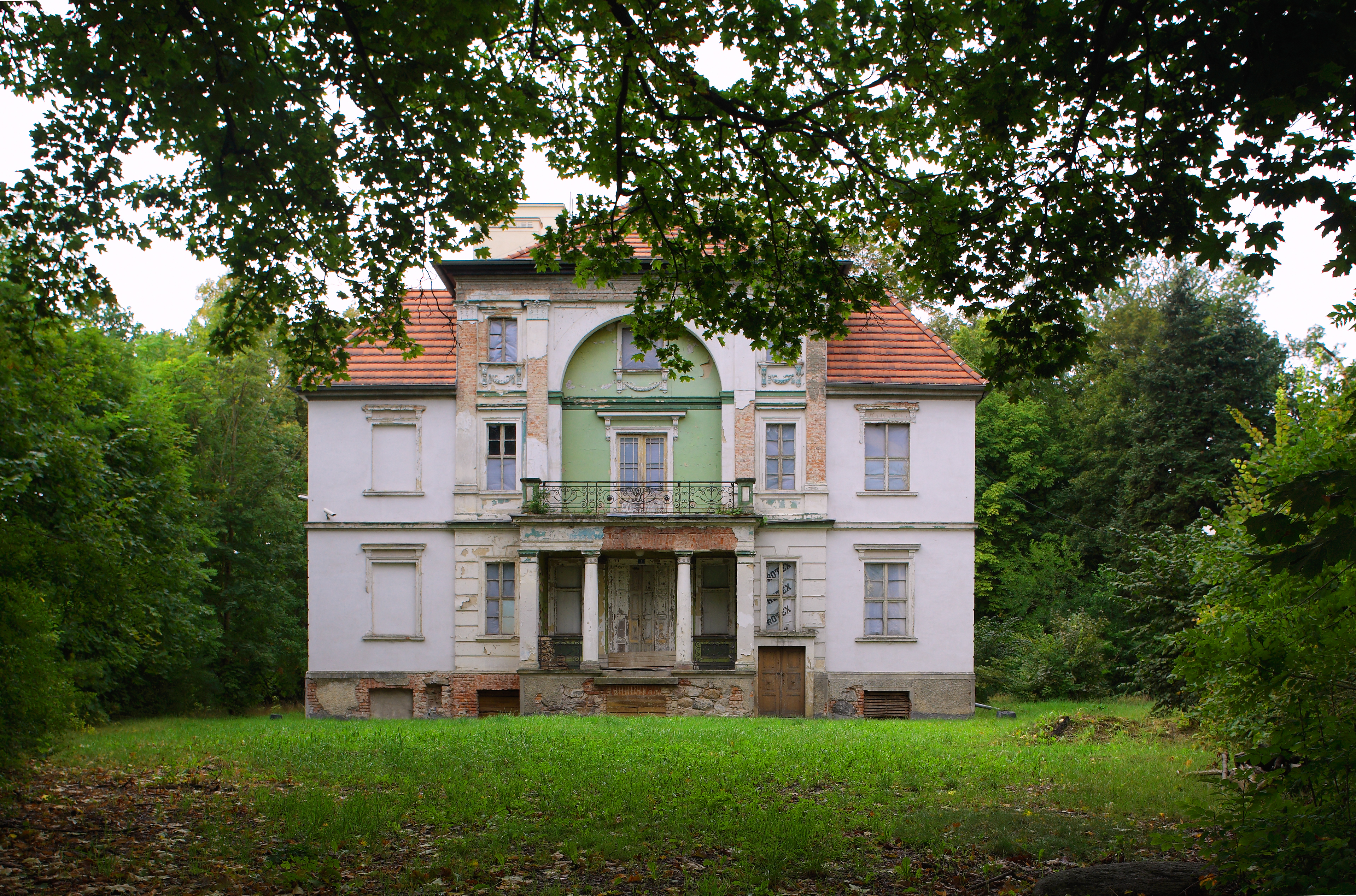
Gamla slottet
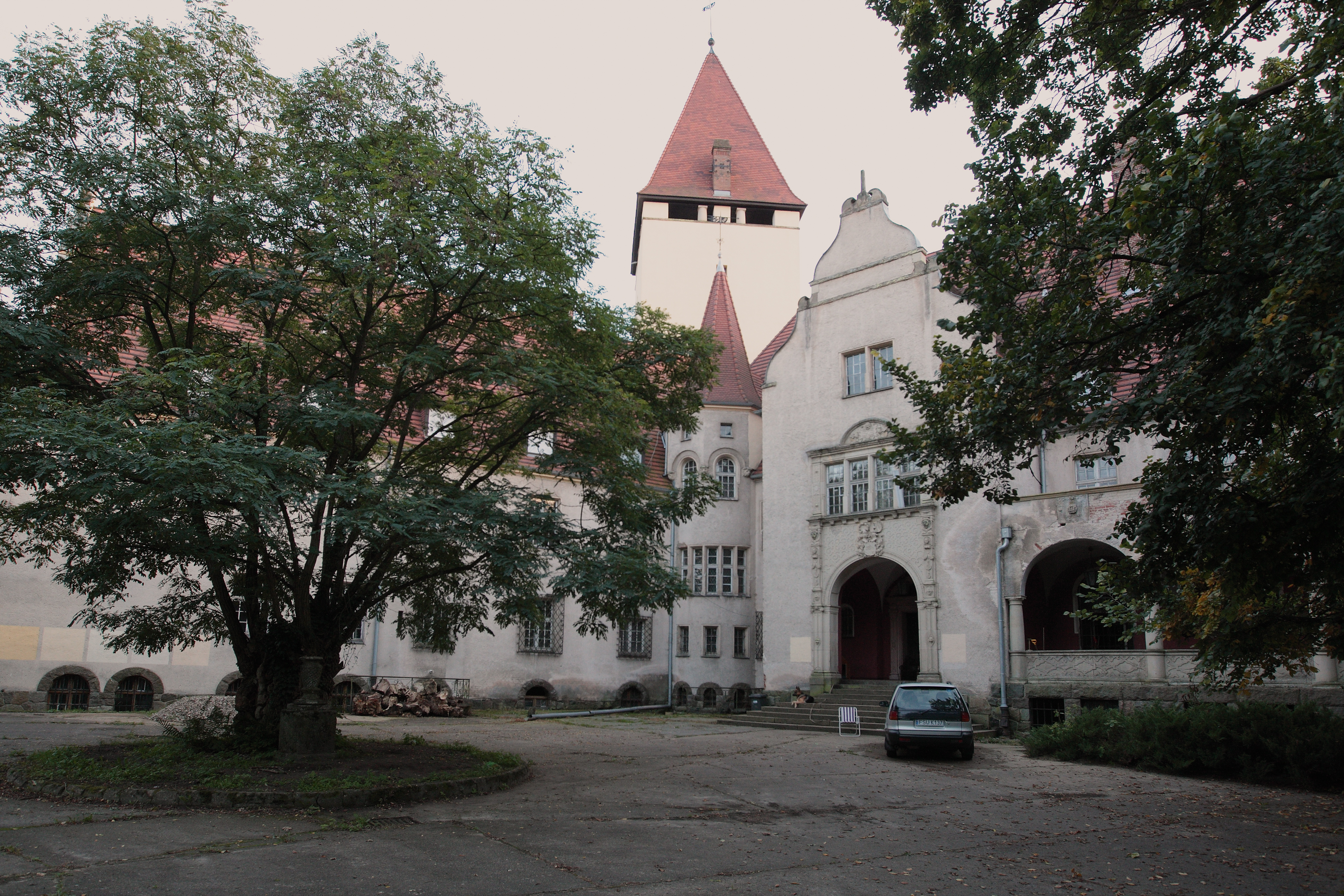
Nya slottet
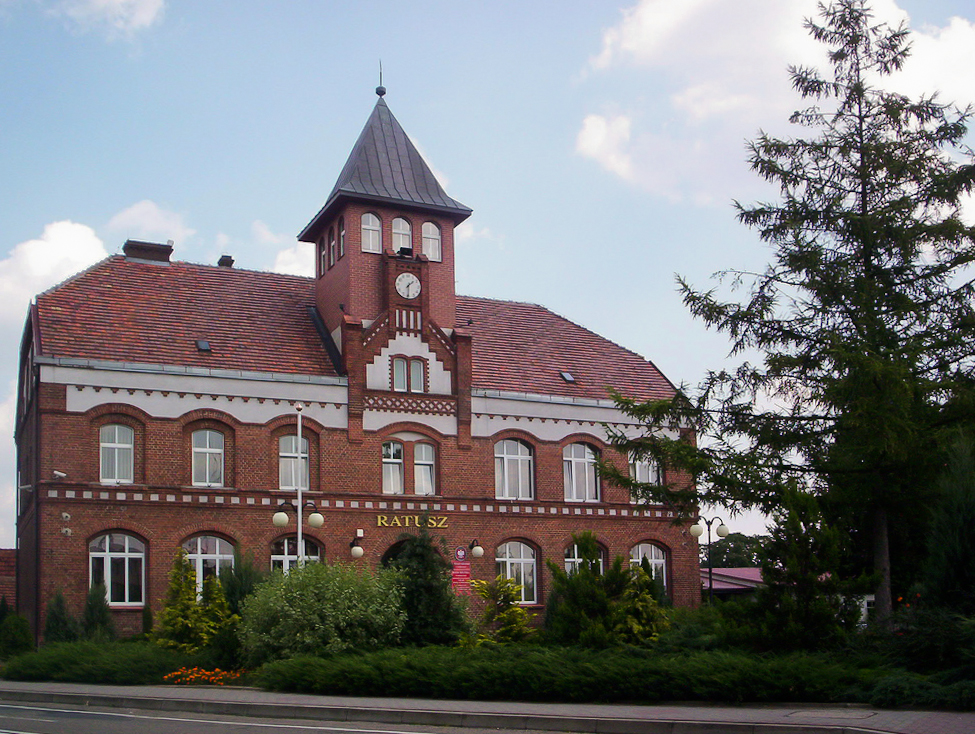
Rådhuset
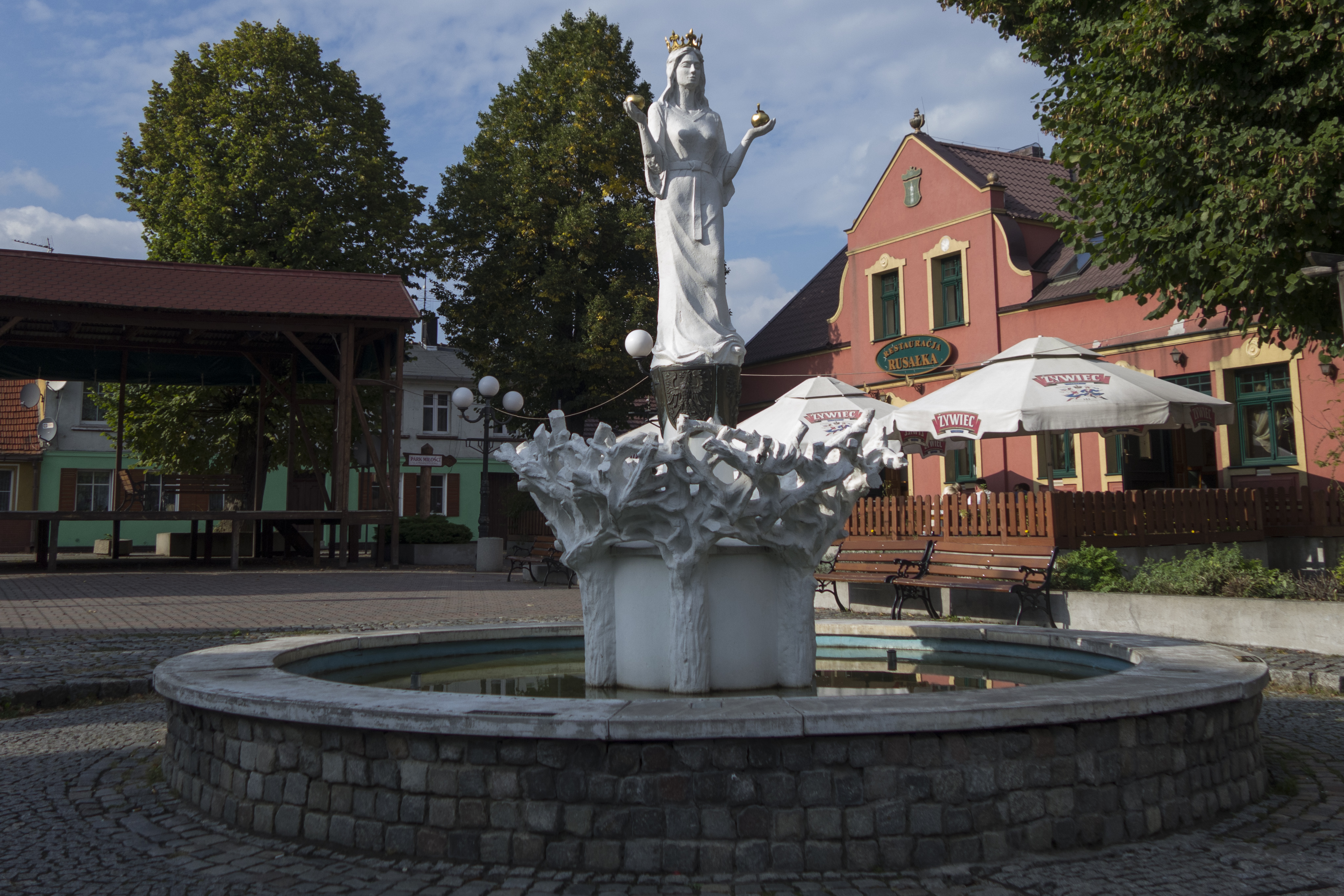
Fontän på stora torget

- Vårfrukyrkan från 1400-talet i gotisk stil, med ett nygotiskt kyrktorn från 1882. Inredningen härstammar huvudsakligen från barocken.
- Vid Lubiążsjön ligger Gamla slottet, uppfört 1793 och ombyggt 1846 i nyklassicistisk stil, och Nya slottet i nyrenässansstil, uppfört 1909.

## Kända invånare
- Eduard Petzold (1815-1891), landskapsarkitekt.